# José Campos Crespo
José Campos Crespo fou un comerciant i polític valencià, diputat a les Corts espanyoles durant la restauració borbònica.
Fou elegit diputat pel districte de Torrent dins les llistes del Partit Liberal (en la facció del comte de Romanones) a les eleccions generals espanyoles de 1923. Posteriorment s'establí a Barcelona, on en 1930 n'era el president de la "Casa València" i participà en un homenatge al pintor Joaquim Sorolla.